# Otterblende

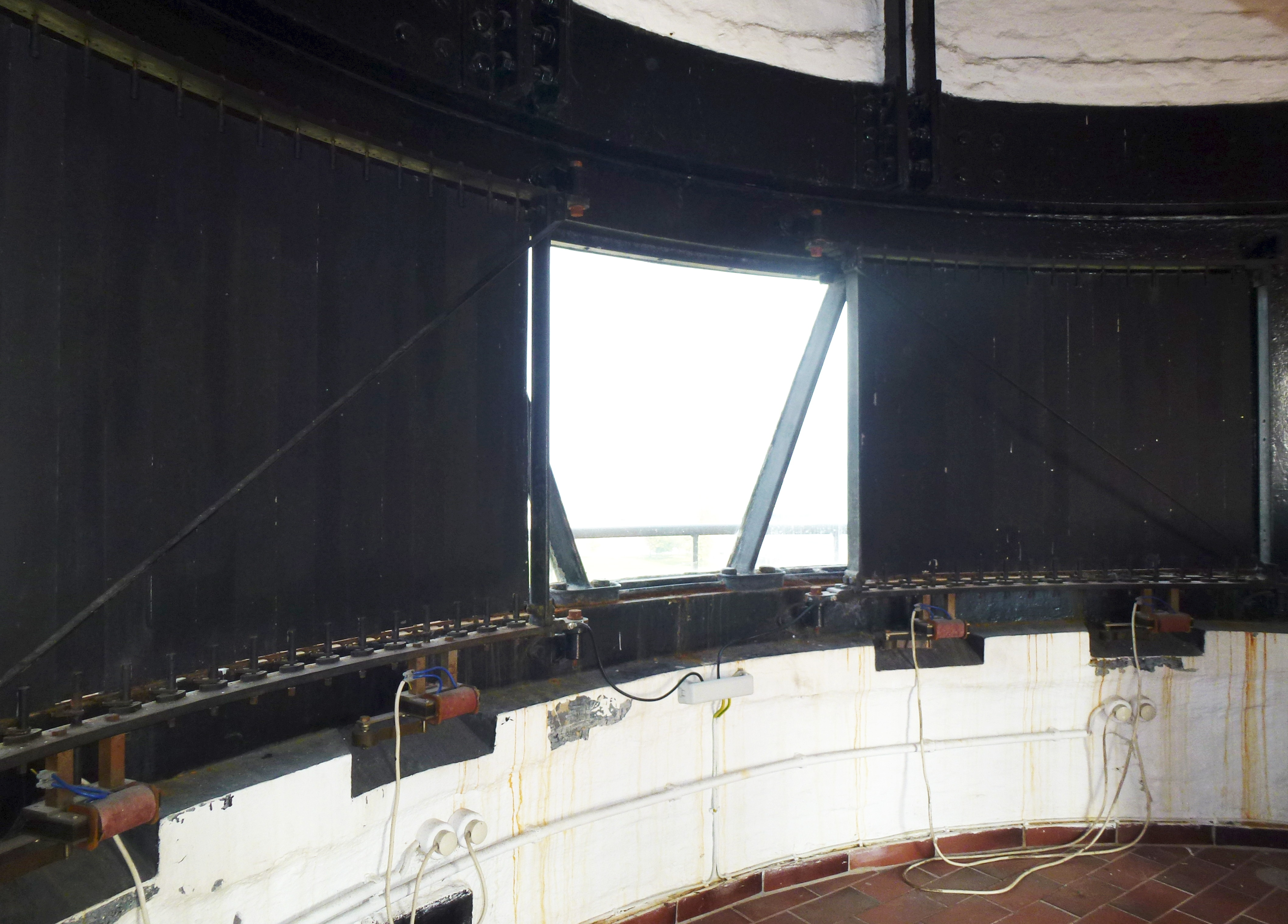
Otterblenden im Leuchtturm Travemünde.

Eine Otterblende ist ein Bauteil für Leuchtfeuer, benannt nach ihrem schwedischen Erfinder Baron Fredrik Wilhelm von Otter.
Eine Otterblende besteht aus senkrecht angeordneten, lichtundurchlässigen Blechstreifen, die jalousieartig vor der Linse angeordnet und in ihrer Längsachse um 90° drehbar sind. Durch eine Mechanik gesteuert werden alle Streifen in einem bestimmten Rhythmus auf- und zugeklappt, um das Licht durchzulassen oder zu verdunkeln. Dadurch erzeugen sie die Kennung des Leuchtfeuers. Heute werden die Blenden mittels Elektromagneten gesteuert und kurz vor dem Anschlag abgebremst, so dass kein harter Anschlag mehr erfolgt, der früher noch das unerwünschte Flattern der Bleche verursachte. Baron von Otter hat seine Erfindung 1878 in Deutschland auf dem Leuchtturm Vareler Siel vorgestellt. Verwendung fand die Otterblende in Deutschland dann zuerst im Leuchtturm Westermarkelsdorf (1881) und im Leuchtturm Roter Sand (1885). Die Otterblende des Leuchtturms Dicke Berta aus 1897/1919 war bis 1983 mit pneumatischem Antrieb in Betrieb.
Da mechanische Bauteile störanfällig sind, verzichtet man heute auf Otterblenden, soweit es technisch möglich ist. In Deutschland sind nur noch wenige Leuchttürme damit ausgerüstet, darunter der Leuchtturm Arngast und der Leuchtturm Eckernförde.